# Estación de La Pola de Gordón
La Pola de Gordón es una estación ferroviaria situada en el municipio español de La Pola de Gordón, en la provincia de León, comunidad autónoma de Castilla y León. Dispone de servicios de Media Distancia operados por Renfe.

## Situación ferroviaria
La estación se encuentra en el punto kilométrico 33,123 de la línea férrea de ancho ibérico que une Venta de Baños con Gijón a 1005 metros de altitud, entre las estaciones de La Robla y de Santa Lucía. El tramo es de vía única y está electrificado.

## Historia
La estación fue abierta al tráfico el 1 de agosto de 1868 con la puesta en marcha del tramo La Robla-La Pola de Gordón de la línea que pretendía unir León con Asturias. La Compañía de los Ferrocarriles del Noroeste de España constituía en 1862 fue la encargada de la construcción y explotación del trazado. En 1878, apremiada por el Estado para que concluyera sus proyectos en marcha Noroeste se declaró en quiebra tras un intento de fusión con MZOV que no prosperó. Fue entonces cuando la estación pasó a manos de la Compañía de los Ferrocarriles de Asturias, Galicia y León creada para continuar con las obras iniciadas por Noroeste y gestionar sus líneas. Sin embargo la situación financiera de esta última también se volvió rápidamente delicada siendo absorbida por Norte en 1885. En 1941, la nacionalización del ferrocarril en España supuso la desaparición de esta última y su integración en la recién creada RENFE.

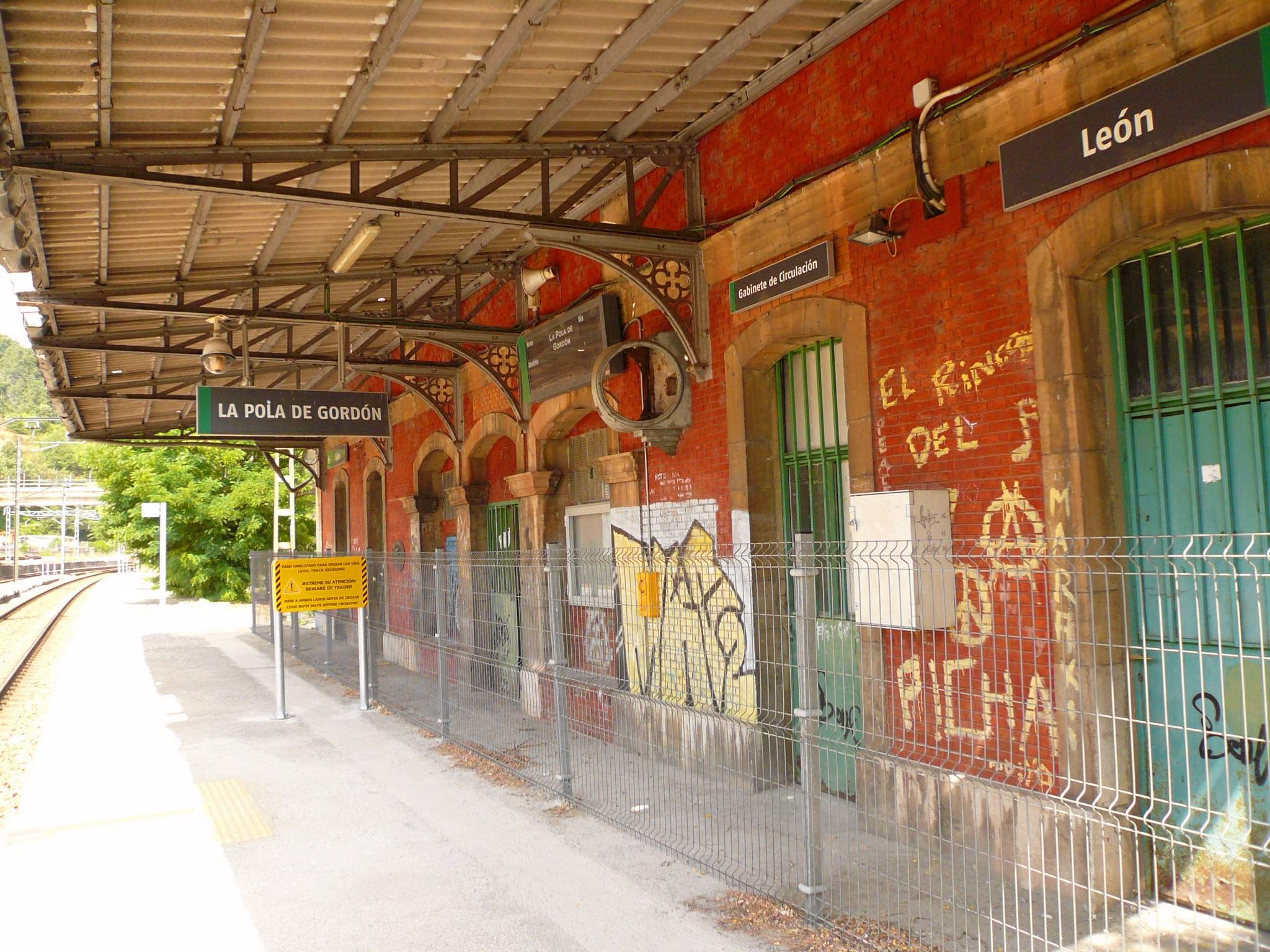
Aspecto de los andenes de la Estación de la Pola de Gordón

Desde el 31 de diciembre de 2004 Renfe Operadora explota la línea mientras que Adif es la titular de las instalaciones ferroviarias.

## Servicios ferroviarios

### Media Distancia
Los servicios de Media Distancia de Renfe que tienen parada en la estación enlazan las ciudades de Valladolid, Palencia, León, Oviedo y Gijón. La frecuencia se limita a un tren diario por sentido. La reducción al mínimo del tráfico de viajeros ha convertido la estación en un mero apeadero en la práctica. El edificio se encuentra cerrado y vallado, y presenta un estado de abandono y deterioro, siendo los andenes los únicos elementos que prestan servicio en la estación.
| Línea MD | Servicio | Origen/Destino          | Paradas intermedias | Destino/Origen |
| -------- | -------- | ----------------------- | --- | -------------- |
| 24       | Regional | León                    | La Robla · La Pola de Gordón · Santa Lucía · Villamanín · Busdongo · Linares-Congostinas · Puente de los Fierros · Campomanes · Pola de Lena · Ujo · Mieres-Puente · Llamaquique · Oviedo · Calzada de Asturias | Gijón          |
| 24       | Regional | Valladolid-Campo Grande | Valladolid-Universidad · Cabezón de Pisuerga · Corcos-Aguilarejo · Cubillas de Santa Marta · Dueñas · Venta de Baños · Palencia · Grijota · Becerril · Paredes de Nava · Villada · Grajal · Sahagún · El Burgo Ranero · Palanquinos · León · La Robla · La Pola de Gordón · Santa Lucía · Villamanín · Busdongo · Linares-Congostinas · Puente de los Fierros · Campomanes · Pola de Lena · Ujo · Mieres-Puente · Llamaquique · Oviedo · Calzada de Asturias | Gijón          |